# Potamornis
Potamornis ("říční pták") je rod prehistorických potápivých ptáků. Žil v období pozdní svrchní křídy, asi před 66 miliony let. Patřil tedy k obyvatelům posledních druhohorních ekosystémů a mohl vyhynout při hromadném vymírání na konci křídy spolu s dinosaury. Fosilie tohoto pravěkého ptáka z čeledi hesperornitidů byly objeveny v sedimentech souvrství Lance a také Hell Creek na západě Spojených států amerických (státy Wyoming a Montana). Jediný známý druh P. skutchi byl formálně popsán roku 2001.

## Popis
Tento druh pravděpodobně žil v řekách nebo jejich blízkosti a brodil se nebo potápěl za potravou, kterou mohli tvořit vodní obratlovci (zejména ryby). Podle odhadů mohl vážit asi 1,5 až 2 kilogramy a dosahoval přibližně velikosti krocana.